# Kahi
Park Ji-young (hangul: 박지영; nascida em 25 de dezembro de 1980), mais conhecida por seu nome artístico Kahi (hangul: 가희), é uma cantora, rapper, dançarina, coreógrafa, atriz e blogger sul-coreana. Ela foi líder do grupo After School. Kahi estreou com o grupo After School em 2009 com o lançamento do single "AH" ,e decidiu deixar o mesmo em 2012. Ela é considerada uma das melhores dançarinas do K-pop.

## Discografia

### Álbuns de Compilação
| Who Are You? & Come Back You Bad Person                                                      | - Lançamento: 26 de Março de 2014 - Gravadora: Avex Trax - Formatos: CD, download digital Lista de Faixas CD 1. "Boys and Girls" 2. "It's ME" 3. "Hey Boy" 4. "Sinister" 5. "色とりどりの世界 (Colorful World)" 6. "Slow" 7. "Come Back You Bad Person" 8. "One Love" 9. "Gift" 10. "Roller Coaster" DVD 1. "It's Me" (Music video) 2. "Come Back You Bad Person" (Music video) | 201 | - JPN: 720+ |
| "—" indica lançamentos que não figuraram nas paradas ou que não foram lançados nessa região. | |     |             |

### Extended plays
| Come Back, You Bad Person(돌아와 나쁜 너)                                                    | - Lançamento: 14 de Fevereiro de 2011 - Gravação: Pledis Entertainment - Formatos: CD, download digital Lista de Faixas 1. "돌아와 나쁜 너 (Come Back, You Bad Person)" 2. "One Love" 3. "선물 (Gift)" 4. "롤러코스터 (Roller Coaster)"                                                                                | 6  | - KOR: 3.991+ |
| Who Are You?                                                                                 | - Lançamento: 10 de Outubro de 2013 - Gravadora: Pledis Entertainment - Formatos: CD, download digital Lista de Faixas 1. "Boys and Girls (feat. Swings)" 2. "It's ME (feat. Dumbfounded)" 3. "Hey Boy (feat. Dok2)" 4. "Sinister (feat. Bekah)" 5. "색색의 세계 (Colorful World) (feat. Yoo Do Hyun of YB)" 6. "Slow" | 13 | - KOR: 2.824+ |
| "—" indica lançamentos que não figuraram nas paradas ou que não foram lançados nessa região. | |    |               |

### Singles
| 2011                                                                                         | "Come Back, You Bad Person" | 17 | —  | Come Back, You Bad Person |
| 2013                                                                                         | "It's ME"                   | 45 | 51 | Who Are You?              |
| "—" indica lançamentos que não figuraram nas paradas ou que não foram lançados nessa região. |                             |    |    |                           |

### Singles promocionais
| 2011                                                                                         | "One Love" | — | Come Back, You Bad Person |
| "—" indica lançamentos que não figuraram nas paradas ou que não foram lançados nessa região. |            |   |                           |

### Colaborações
| 2008                                                                                         | "Bad Boy" (Son Dam Bi feat. Kahi)                     | 30 | Come Back, You Bad Person |
| 2009                                                                                         | "I Want to Buy It" (E.Bul feat. Kahi do After School) | —  | Lançamento sem álbum      |
| 2009                                                                                         | "Starry Night" (One Two feat. Kahi do After School)   | —  | Lançamento sem álbum      |
| 2010                                                                                         | "One Love" (Suki feat. Kahi do After School)          | —  | 'First Experience         |
| 2015                                                                                         | "Runway" (Chae Yeon feat. Kahi)                       | —  | Obvious                   |
| "—" indica lançamentos que não figuraram nas paradas ou que não foram lançados nessa região. |                                                       |    |                           |

### Videoclipes
| Ano  | Título                      | Duração |
| ---- | --------------------------- | ------- |
| 2011 | "Come Back, You Bad Person" | 3:11    |
| 2013 | "It's Me"                   | 3:51    |

### Créditos de Composição
- After School - "When I Fall" (2009)
- After School - "With U" (2010)
- Suki - "One Love" (2010)
- Son Dam-bi - "Beat Up by a Girl" (2010)
- After School - "Someone Is You" (2010)
- Kahi - "Slow" (2013)
- Kahi - "Sinister" (2013)
- Kahi - "Hey Boy"(2013)

## Filmografia

### Dramas
| Ano  | Título                           | Papel              |
| ---- | -------------------------------- | ------------------ |
| 2009 | You're Beautiful                 | papel da convidada |
| 2012 | Dream High 2                     | Hyun Ji Soo        |
| 2013 | Because We Haven't Broken Up Yet | Shim Jae Hee       |

### Aparição em Videoclipes
- Run To You - DJ Doc (Dançarina)
- My Name - BoA (Dançarina)
- Crazy - Se7en (Dançarina)
- Owl (올빼미) - Eun Ji-won (Dançarina)[6]
- Phone Number - Jinusean (Dançarina)
- Let Me Dance - Lexy (Dançarina)
- Girls - Lexy (Dançarina)

## Prêmios
| Ano  | Prêmio                   | Notas                                  | Resultado |
| ---- | ------------------------ | -------------------------------------- | --------- |
| 2010 | SBS Entertainment Awards | Best Newcomer - Variety New Star Award | Venceu    |